# San Vicente, Nuevo Urecho
San Vicente är en ort i Mexiko.   Den ligger i kommunen Nuevo Urecho och delstaten Michoacán de Ocampo, i den södra delen av landet, 290 km väster om huvudstaden Mexico City. San Vicente ligger 897 meter över havet och antalet invånare är 846.
Terrängen runt San Vicente är bergig. Runt San Vicente är det ganska tätbefolkat, med 54 invånare per kvadratkilometer. Närmaste större samhälle är Taretán, 10,0 km nordväst om San Vicente. I omgivningarna runt San Vicente växer huvudsakligen savannskog.